# Polystichum pseudolentum
Polystichum pseudolentum är en träjonväxtart som beskrevs av Fraser-jenk. Polystichum pseudolentum ingår i släktet Polystichum och familjen Dryopteridaceae. Inga underarter finns listade.